# Pléven
Pléven era una comuna francesa que estaba situada en el departamento de Costas de Armor, de la región de Bretaña, que el 1 de enero de 2025 pasó a formar parte de la comuna nueva de Val-d'Arguenon como comuna delegada.

## Demografía
| Gráfica de evolución demográfica de Pléven entre 1800 y 2022 |
|                                                              |

Los datos demográficos contemplados en este gráfico de la comuna de Pléven se han cogido de 1800 a 1999 de la página francesa EHESS/Cassini, y los demás datos de la página del INSEE.